# Lissolica
Lissolica là một chi bướm đêm thuộc họ Geometridae.